# Seequappen
Die Seequappen (Gaidropsaridae) sind eine Familie der dorschartigen Fische, die im Atlantischen Ozean, sowie mit je einer Art im südöstlichen und südwestlichen Pazifik (bei Neuseeland und Tasmanien) vorkommen.

## Merkmale
Die Seequappen besitzen einen langgestreckten, im Querschnitt runden Körper und erreichen Körperlängen von 20 cm bis einen halben Meter. Auffallend ist die sehr lange, von segmentierten Flossenstrahlen gestützte Rückenflosse und die lange Afterflosse. Vor der Rückenflosse befinden sich die rudimentären Reste zweier weiterer Rückenflosse, die erste, die nur noch aus einem dicken, unsegmentierten Flossenstrahl bestehend und die zweite, aus einem kurzen Flossenstrahl, der einen in einer Längsfurche eingesenkten kurzen, fleischigen Grat stützt. Eine einzelne Bartel findet sich an der Spitze des Unterkiefers und zwei bis vier weitere an den Nasenöffnungen. Weitere rudimentäre Barteln können vorhanden sein.
Alle Seequappen leben im Meer, die meisten Arten im nördlichen Atlantik und seinen Nebenmeeren.

## Systematik
Die systematische Stellung der zu den Seequappen gezählten Gattungen und Arten ist nicht unumstritten. In Fishes of the World, dem Standardwerk des amerikanischen Ichthyologen Joseph S. Nelson zur Fischsystematik, gehören sie als Unterfamilie Gaidropsarinae zu den Gabeldorschen (Phycidae), in der phylogenetischen Studie des japanischen Ichthyologen Hiromitsu Endo bilden sie eine Unterfamilie der Dorsche (Gadidae). In einer von 2013 bis 2017 erfolgtem Revision der Knochenfischsystematik durch Ricardo Betancur-R. und Kollegen, sowie in den Internetquellen Fishbase und Eschmeyers Catalog of Fishes besitzen sie dagegen Familienrang.

## Gattungen und Arten
- Gattung  Ciliata

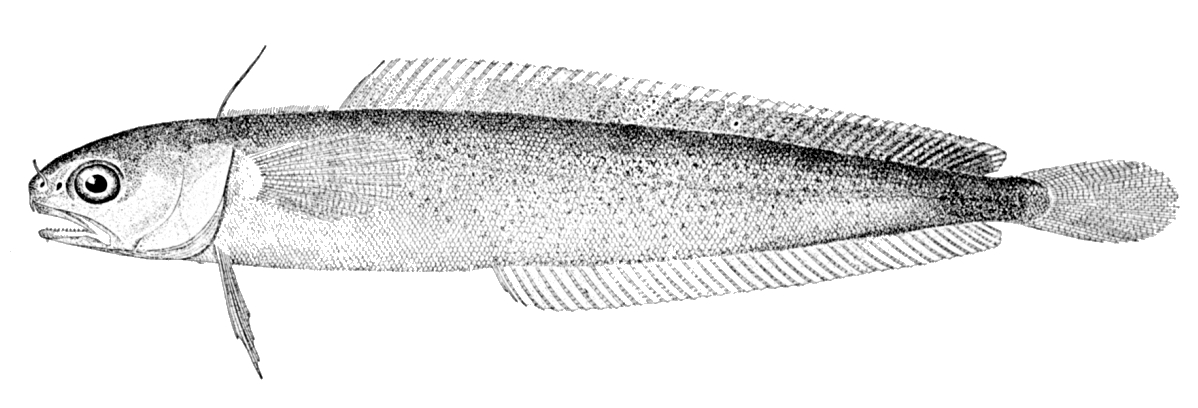
Enchelyopus cimbrius

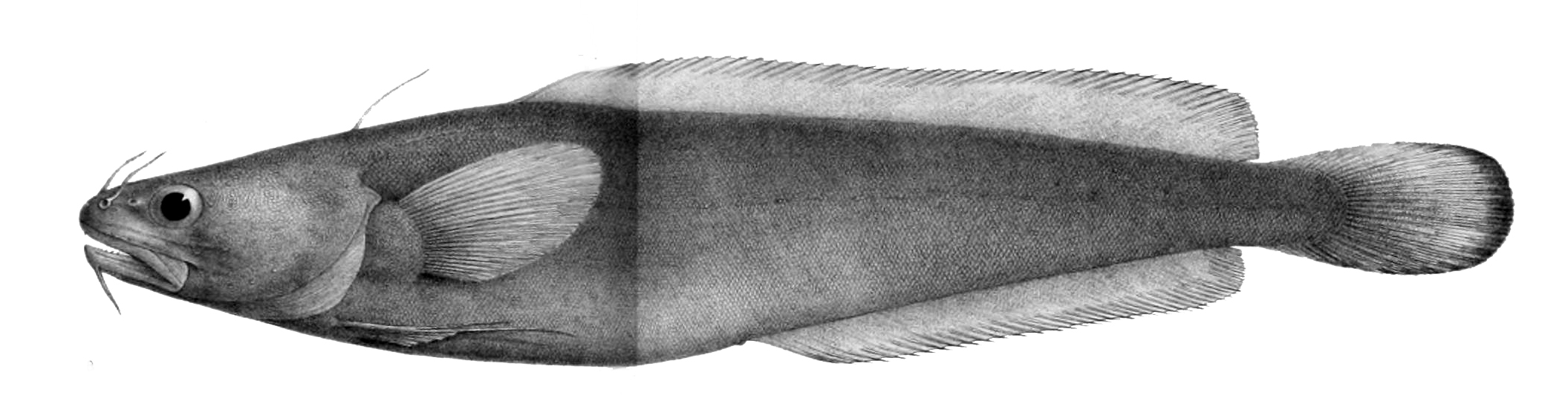
Gaidropsarus argentatus

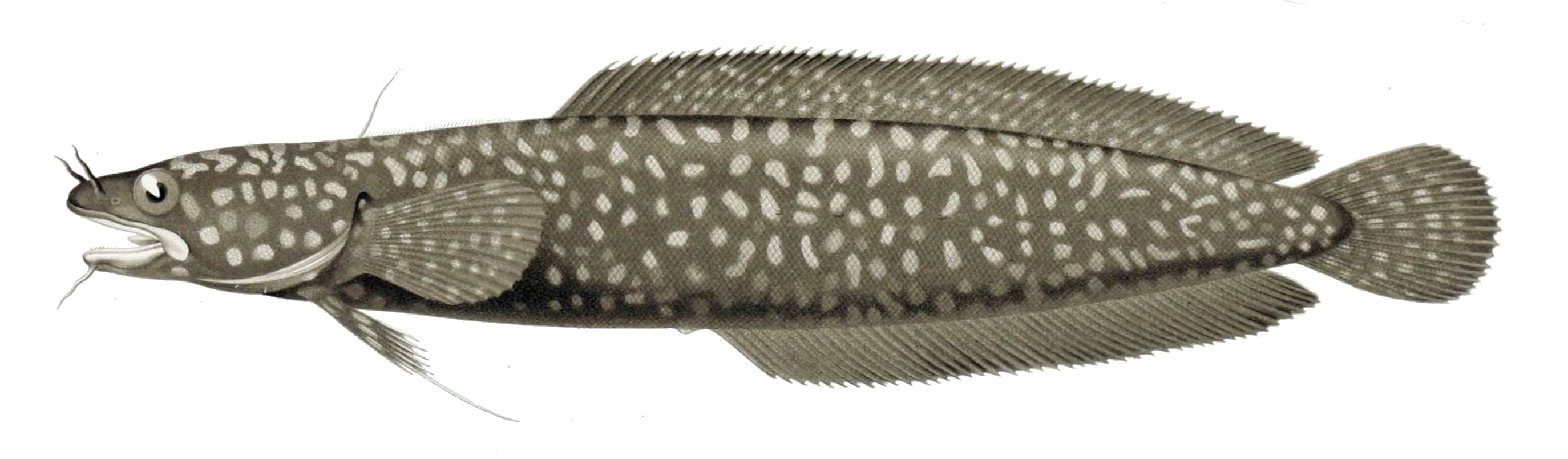
Gaidropsarus guttatus

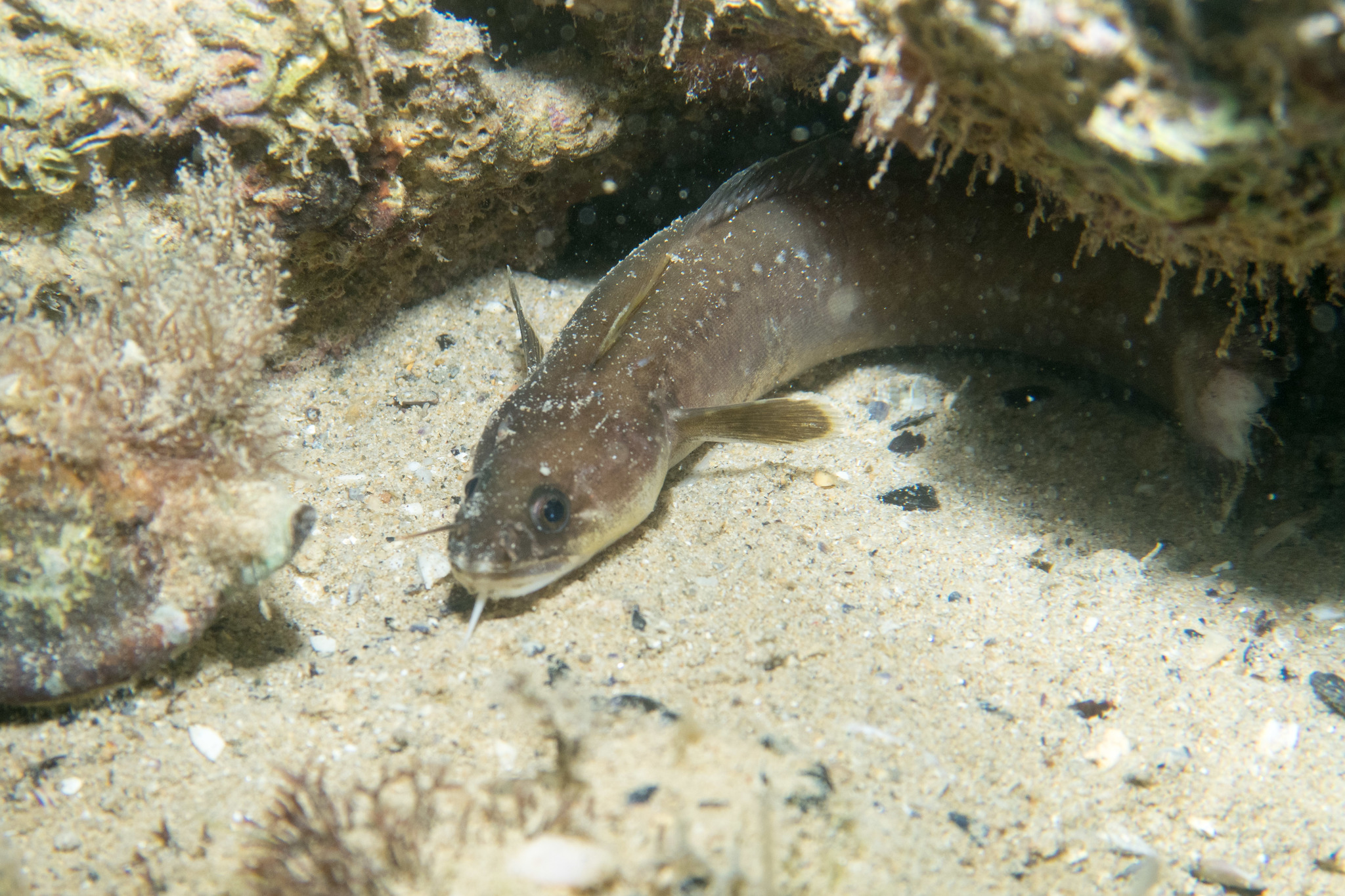
Gaidropsarus mediterraneus

  - Fünfbärtelige Seequappe (Ciliata mustela Linnaeus, 1758)
  - Nordische Seequappe (Ciliata septentrionalis Collett, 1875)
  - Ciliata tchangi Li, 1994
- Gattung  Enchelyopus
  - Vierbärtelige Seequappe (Enchelyopus cimbrius Linnaeus, 1766)
- Gattung  Gaidropsarus
  - Gaidropsarus argentatus Reinhardt, 1837
  - Gaidropsarus biscayensis Collett, 1890
  - Gaidropsarus capensis Kaup, 1858
  - Gaidropsarus ensis Reinhardt, 1837
  - Gaidropsarus granti Regan, 1903
  - Gaidropsarus guttatus Collett, 1890
  - Gaidropsarus insularum Sivertsen, 1945
  - Großäugige Seequappe (Gaidropsarus macrophthalmus Günther, 1867)
  - Gaidropsarus mauli Biscoito & Saldanha, 2018
  - Gaidropsarus mauritanicus Knorrn et al., 2024
  - Mittelmeer-Seequappe (Gaidropsarus mediterraneus Linnaeus, 1758)
  - Gaidropsarus novaezealandiae Hector, 1874
  - Gaidropsarus pacificus Temminck & Schlegel, 1846
  - Gaidropsarus pakhorukovi Shcherbachev, 1995
  - Gaidropsarus parini Svetovidov, 1986
  - Dreibärtelige Seequappe (Gaidropsarus vulgaris Cloquet, 1824)